# Руденский, Александр Юрьевич
Алекса́ндр Ю́рьевич Руде́нский (род. 21 августа 1956, Москва) — российско-американский иммунолог, исследователь регуляторных Т-клеток, а также факторов транскрипции в FOXP3.
Член Национальных Академии наук (2012) и Медицинской академии США, исследователь Медицинского института Говарда Хьюза (с 1993).
Работает в Мемориальном онкологическом центре имени Слоуна — Кеттеринга, где является профессором и директором его Людвигского центра иммунотерапии рака, а также профессор Рокфеллеровского и Корнеллского (Медицинской школы Вайла Корнелла) университетов.
В 1979 году закончил Медико-биологический факультет Российского национального исследовательского медицинского университета имени Н. И. Пирогова по специальности врач-биохимик. 
Получил степень доктора в Научно-исследовательском институте эпидемиологии и микробиологии им. Г. И. Габричевского в Москве, обучение завершил в Йельской школе медицины.
Совместно с коллегами Руденский исследовал развитие Т-клеток. Его лаборатория специализируется на изучении молекул, лежащих в основе активности Т-клеток, и роли этих клеток в иммунитете.
Член Американской академии искусств и наук (2015).
Член редколлегии Immunity (journal).
Награды и отличия
- Thomson Reuters Citation Laureate (2015)[10]
- Премия Вильяма Коли (2015)[11][12]
- Премия Крафорда (2017)[13]
- Vilcek Prize[англ.] в области биомедицинских наук (2018)[5]

## Публикации
- Fontenot, Jason. D.; Rasmussen, Jeffrey P.; Williams, Luke M.; DooleyJames L.; Far Andrew G.; Rudensky Alexsander Y. (2005). «Regulatory T Cell Lineage Spicification by the Forkhead Transcription Factor Foxp3». Immunity. 22 (3): 329—41. PMID 15780990. doi: 10.1016/j.immuni.2005.01.016.